# Notenstecher
Notenstecher ist ein historisches Berufsbild, das in der Herstellung von Druckformen für Musikalien bestand. Die Herstellung von Musiknoten wurde mittlerweile in den neuen Ausbildungsberuf Mediengestalter Digital und Print integriert.

## Geschichte
Der Notenstich in Kupferplatten, später auch andere weiche Metalle und Legierungen, verbreitete sich im 18. Jahrhundert von Frankreich aus. Noten, Notenschlüssel, Notenlinien, Liedtexte usw. wurden dabei durch Einschlagen oder Einstechen auf die Platten übertragen, die dann als Druckform fungierten.
Die traditionelle Notenstecherei in Metallplatten ist heute fast vollständig durch computergestützte Satz- und Drucktechniken ersetzt. So wurde z. B. beim Musikverlag Schott 1995 die letzte Platte gestochen, seit 1989 wurde dort bereits mit dem elektronischen Notensatz begonnen. Seit der Computerisierung des Notensatzes und dem Ende des Schriftsetzer-Handwerks wird die Tätigkeit des Notenstechers im Allgemeinen vom Mediengestalter übernommen und hat sich vom handwerklichen zu einem EDV-Beruf entwickelt. In der DDR wurde der Beruf unter den Namen Facharbeiter Satztechnik (Notenherstellen) und Facharbeiter Satztechnik (Notenstechen) geführt. Notenstecher war in Deutschland bis 2007 ein anerkannter Ausbildungsberuf.

## Ausbildung
Die duale Ausbildung dauerte drei Jahre und war deutschlandweit nach dem Berufsbildungsgesetz geregelt. Sie erfolgte meistens in Notendruckereien und Musikverlagen.
In Österreich existiert der Lehrberuf des Notenstechers seit 1978 nicht mehr.

## Tätigkeitsbeschreibung
Der erste Schritt ist die Einteilung der Noten auf die Seiten um ein möglichst lesefreundliches Notenbild zu erhalten. Darauf folgt die vertikale Einteilung der Stichplatte, also der Abstand zwischen den Notensystemen unter Berücksichtigung eventueller Liedtexte oder weiterer Texteintragungen, Dynamikanweisungen, Hilfslinien usw. Mit einem Rastral und einem Lineal erfolgt anschließend das Aufziehen der Notenlinien sowie mit einem Zirkel die horizontale Seiteneinteilung. Dabei erhalten die Noten proportional zu ihrem Wert ihren Platz, daraufhin wird mit einem Griffel das gesamte Manuskript seitenverkehrt übertragen. Im Anschluss werden die in Form bei allen Kompositionen gleichbleibenden Zeichen wie Notenschlüssel, Notenköpfe, Vorzeichen, Versetzungszeichen, Pausen usw. mit Schlagstempeln in die Platte eingeprägt. Die dabei entstehenden Unebenheiten durch Materialverdrängung werden sofort geglättet. Alle von Komposition zu Komposition unterschiedlichen Elemente wie Notenhälse, -balken, Bindebögen, Crescendo- und Diminuendo-Gabeln u. Ä. werden danach eingraviert. Auch die hier entstehenden Grate werden beseitigt.
Zur Überprüfung des Abbilds wird die Platte mit Farbe bestrichen und mittels einer Handpresse ein Negativabzug gedruckt. Dieser wird von Korrektoren überprüft, möglicherweise vorhandene fehlerhaft eingravierte Stellen werden vom Stecher mit der Korrekturzange (ein Zirkel mit nach innen gebogenen Spitzen) auf der Rückseite der Stichplatte vermerkt. Von dort treibt man mit einem Stempel das Material an die Vorderseite zurück, sodass die Stelle wieder eben wird. Eine weitere Glättung der Vorderseite bereitet die Fläche auf die Korrektur vor.
Die etwa 1,5 mm dicken Stichplatten bestanden oft aus einer Blei-Zinn-Antimon-Legierung, die durchaus ein Gesundheitsrisiko darstellten. Die Erstellung einer Platte dauerte etwa fünf bis sieben Stunden, sie konnte dann für ca. 1500 Drucke verwendet werden.